# Tsvi Nussbaum
Tsvi Chaim Nussbaum (Tel Aviv, le 31 octobre 1935 - New York, le 2 juillet 2012) est un médecin spécialiste, oto-rhino-laryngologiste survivant de la Shoah.
En 1982, il déclare se souvenir que des soldats allemands l’ont fait défiler les mains levés. Cette déclaration ainsi qu’une certaine ressemblance physique avec le garçon levant les mains sur la célèbre photo du Rapport Stroop mènent certains à suggérer qu'il pourrait s’agir de lui. Différents éléments rendent cependant cette identification peu probable.

## Éléments biographiques
Tsvi Nussbaum nait à Tel-Aviv en 1935, ses parents y ayant immigré peu de temps auparavant. Cependant, du fait des conflits entre Hébreux et Arabes, la famille retourne en Pologne en 1939 et s'installe à Sandomierz. Après l'invasion de la Pologne en septembre 1939 par les Allemands, les parents de Tsvi sont tués ; son frère disparaît et il part vivre sous de faux papiers avec son oncle et sa tante dans la partie aryenne de la ville.
Capturée par la Gestapo, la famille est placée sur la liste Palestine avant d’être déportée le 13 juillet 1943 au camp de Bergen-Belsen par camion ; disposant cependant d’un passeport qui leur confère une certaine valeur d’otages en vue d’un éventuel échange de prisonniers de guerre, les Nussbaum bénéficient d’un traitement relativement meilleur que le commun des détenus. Tsvi Nussbaum survit au camp et repart, après 1945, en Palestine. Il assiste à la création de l'Etat juif le 14 mai 1948. En 1953, il quitte le territoire de l'Etat hébreu et s'installe aux les États-Unis où il s’établit définitivement, étudiant la médecine et officiant comme oto-rhino-laryngologiste dans le comté de Rockland, à New York.

## Identité sur la photographie
Malgré la ressemblance entre une photographie de Tsvi Nussbaum prise à l'hôtel Polski à Varsovie le jour de sa déportation et celle du rapport Stroop, plusieurs éléments militent en défaveur de l’identification de l’un avec l’autre.
La première difficulté est le lieu de la photo : la famille Nussbaum fut bien arrêtée à l'hôtel Polski et cet établissement se situe bien à Varsovie mais hors de la zone du ghetto où sont prises toutes les photos du rapport Stroop, transmises en mai 1943 à la hiérarchie de la SS à Berlin.
La seconde difficulté est la date : la famille est arrêtée le 13 juillet 1943, soit deux mois après l’envoi du rapport Stroop à ses destinataires, Himmler et Kruger ; par ailleurs, les Juifs photographiés dans le rapport Stroop portent des brassards que des clandestins vivant en zone non-juive n’auraient pas manqué d’ôter.
Enfin, Tsvi Nussbaum se souvient d’une cour ; or, la photographie est prise dans une rue ; de plus, selon les déclarations de Josef Blösche, le gradé de la SS au pistolet-mitrailleur formellement identifié sur la même photographie, les Juifs photographiés ont été dirigés sur l’Umschlagplatz d’où ils ont été déportés en train vers le camp d’extermination de Treblinka.
Il apparaît donc que le garçon sur la photographie ne serait pas Tsvi Nussbaum mais soit Artur Dab Siemiatek, soit Levi Zeilinwarger, soit un enfant qui n'a pas été identifié par la suite dans le cadre de recherches historiques faites sur la reddition des combattants du ghetto de Varsovie.